# 1938 en santé et médecine
| Années de la santé et de la médecine : 1935 - 1936 - 1937 - 1938 - 1939 - 1940 - 1941    |
| Décennies de la santé et de la médecine : 1900 - 1910 - 1920 - 1930 - 1940 - 1950 - 1960 |

Cet article présente les faits marquants de l'année 1938 en santé et médecine.

## Événements
- La vaccination contre la diphtérie est obligatoire en France.
- Au Canada, des chercheurs perfectionnent le vaccin BCG contre la tuberculose.

## Décès
- 11 mars : Otto Naegeli (it) (né en 1871), médecin hématologue suisse.
- 20 août : Eugène Osty (né en 1874), médecin et chercheur en parapsychologie français.
- 28 août : David Wilkie (né en 1882), chirurgien écossais, mort d'un cancer de l'estomac[1].